# Raiatea
Raiatea, polynesisch Havai’i, alte Namen: Ulietea (James Cook), Uriatea (William Ellis) und Princess (Domingo de Boenechea), ist eine Insel im südlichen Pazifik, die geografisch zu den Gesellschaftsinseln, genauer zu den Inseln unter dem Winde (französisch Îles Sous-le-vent) gezählt wird. Sie ist die zweitgrößte Insel der Gesellschaftsinseln und hat eine Fläche von 194 km². Politisch gehört Raiatea zu Französisch-Polynesien und liegt etwa 220 km nordwestlich von Tahiti, der größten Insel und Verwaltungszentrum des Archipels.

## Geographie

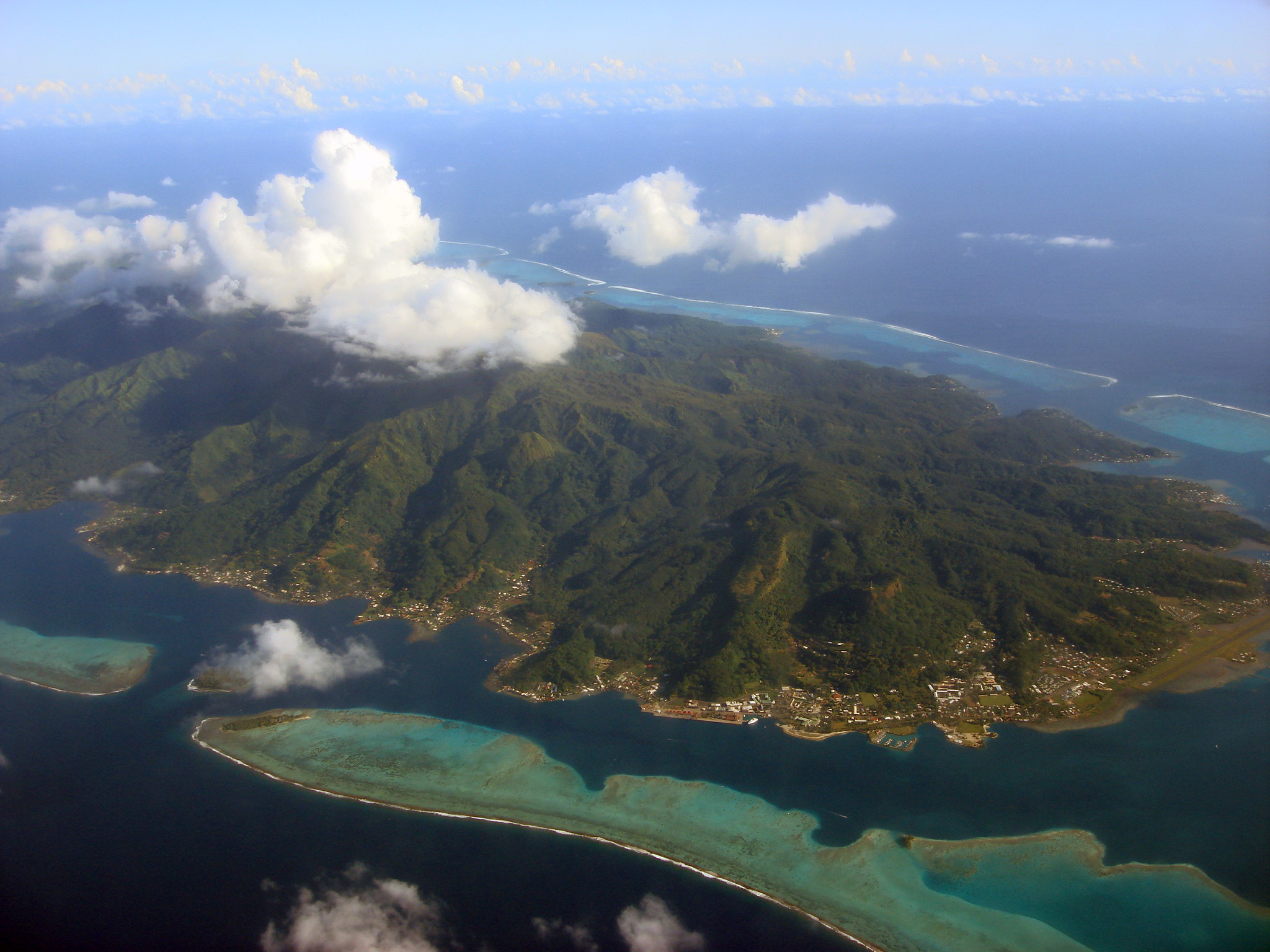
Schrägaufnahme von Raiatea

Raiatea ist ein Atoll, das sich mit der Nachbarinsel Tahaa dasselbe Korallenriff teilt. Die Hauptinsel ist vulkanischen Ursprunges und besteht überwiegend aus magmatischen Gesteinen. Auf dem Saumriff und in der Lagune liegen zahlreiche Motu aus weißem Korallensand und -trümmern.
Tahaa erstreckt sich nördlich von Raiatea, die beiden Inseln sind von einem 3 km schmalen Sund getrennt. Der Sage nach ist dies das Werk einer verzauberten Muräne, die von dem Geist einer verstorbenen Prinzessin besessenen war. Die Bootsfahrt von Raiatea nach Tahaa über die Lagune dauert nur etwa 20 Minuten.
Das Landschaftsbild von Raiatea ist geprägt von schroffen Gipfeln, einer stark zerklüfteten Küstenlinie mit tief eingeschnittenen Buchten und zahlreichen in der Lagune gelegenen kleinen und kleinsten Inseln. Auf diesen Motu finden sich die schönsten Sandstrände, während die felsige Küste von Raiateas Hauptinsel keinen erwähnenswerten Stränden Platz bietet. Von den Gipfeln, der höchste ist der Toomaru mit 1032 m, öffnen sich zum Meer hin steil abfallende Täler und Schluchten, die von schmalen Felsrücken getrennt werden. Die zahlreichen Fließgewässer bilden nicht selten spektakuläre Wasserfälle. Am 1017 m hohen Tefatoatiti entspringt der nach Osten fließende Apoomau River und ergießt sich in die Faaroa Bay. Er ist der einzige schiffbare Fluss Polynesiens und kann, je nach Wasserstand, für wenige Kilometer mit kleinen Booten befahren werden.
Das kultivierte Land und die Siedlungen liegen in einem schmalen Küstenstreifen, das Inselinnere Raiateas ist weitgehend unbewohnt.

### Klima
Das Klima ist tropisch-feucht. Die Jahresdurchschnittstemperatur beträgt 26 °C, wobei sich die einzelnen Monate nur unwesentlich unterscheiden. Die durchschnittliche Regenmenge beträgt im Jahresmittel ca. 1800 mm. Der regenreichste Monat ist der Dezember, die Regenfälle sind aber – wie in den Tropen üblich – heftig und nur von kurzer Dauer. Eher trocken sind die (Winter-)Monate August und September.

### Flora und Fauna
Die Vegetation Französisch-Polynesiens ist von zwei Besonderheiten gekennzeichnet: einem hohen Anteil endemischer Pflanzen bei einer relativen Artenarmut. Die isolierte Lage der Inseln und die Tatsache, dass sie niemals mit einer kontinentalen Landmasse verbunden waren, erklärt die hohe Zahl endemischer Pflanzen. Im Südpazifik breiteten sich die Pflanzen von West nach Ost aus. Das führte dazu, dass die Biodiversität der Inseln nach Osten abnimmt. So weisen die im Westen gelegenen Inseln Neuguinea und Neukaledonien gegenüber Raiatea eine weit höhere Anzahl von Arten auf. Deutlich artenärmer sind dagegen die Inseln des Tuamotu-Archipels, die Pitcairninseln und die Osterinsel im äußersten Osten des Pazifiks.
In beinahe 2000 Jahren Siedlungsgeschichte hat der Mensch die Flora auf Raiatea durch den Anbau von Nutzpflanzen entscheidend verändert, insbesondere in den fruchtbaren Küstenbereichen. Als Nahrungspflanzen werden Kokospalmen, Brotfruchtbäume, Taro, Yams, Maniok, Süßkartoffeln und verschiedene tropische Früchte kultiviert, darunter eine besonders wohlschmeckende Ananas. Exportiert werden Ananasfrüchte und Vanille, die in kleinen Familienbetrieben angebaut werden.
Im unzugänglichen und üppig bewachsenen Inselinnern haben sich noch bedeutende Reste der ursprünglichen Vegetation erhalten, obwohl die indigenen Pflanzengemeinschaften mittlerweile von Guavebüschen, Bambusdickichten und anderen anthropochoren Gewächsen bedroht werden.

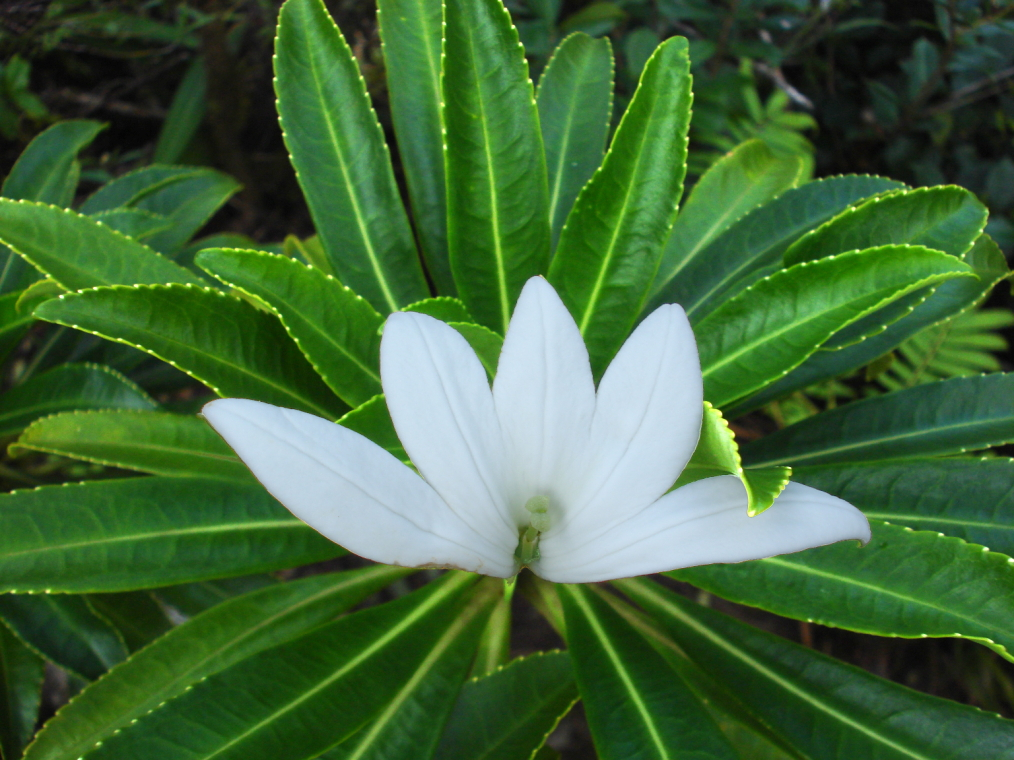
Tiare Apetahi

Eine nur auf Raiatea wachsende Pflanze ist die duftende Tiare Apetahi. Sie ist inzwischen stark bedroht und wächst nur auf dem Mt. Temehani. Mit der gelblichweißen, wohlriechenden Blüte ist folgende Legende verbunden: Eine Prinzessin, die in den Armen ihres Geliebten starb, versprach, ihm immer zärtlich die Hand zu reichen, wenn er auf den Mt. Tamehani steige. Als er am nächsten Morgen den Berg erklomm, sah er überall wunderbar duftende Blumen wachsen, mit fünf Blütenblättern, die sich ihm wie Hände entgegenstreckten. Er grub eine Pflanze aus, um sie in Erinnerung an seine Geliebte im Garten anzupflanzen, sie verdorrte jedoch nach wenigen Tagen.
Ein Endemit der Vogelwelt war der Braunkopf-Laufsittich (Cyanoramphus ulietanus). Er wurde von der Mannschaft Kapitän Cooks entdeckt. Nach einem ereignisreichen Aufenthalt auf Tahiti, wo Kapitän Cook auch Zeuge eines Menschenopfers wurde, reiste er am 29. September 1777 ab, um weitere Inseln des Atolls zu erforschen. Er begab sich zuerst auf das nahegelegene Eimeo (heute Maiao), wo er kurz Aufenthalt machte, danach ging es nach Ulitea (heute Raiatea), das nur einige Tagesmeilen nordwestlich von Tahiti liegt.
Während seines 34 Tage dauernden Aufenthaltes sammelte man auf der Insel einen einzigartigen Papagei. Mindestens zwei Exemplare konnten der Nachwelt erhalten werden, sie befinden sich heute in den Museen von London und Wien.
Leider gibt es keine Berichte über die Lebensweise dieses Sittichs.
Während der Zeit auf Raiatea hatte Cook die Schiffe Resolution und Discovery an den Strand bringen lassen, um dringend notwendige Wartungsarbeiten durchzuführen. Das mag für Ratten, Küchenschaben und anderes Ungeziefer ausreichend Zeit gewesen sein, um an Land zu gehen, und es scheint so, dass sie es waren, die den Untergang des Braunkopflaufsittichs besiegelt haben.
Säugetiere gab es ursprünglich auf den Gesellschaftsinseln nicht, sie wurden alle vom Menschen eingeführt. Bereits die ersten polynesischen Siedler brachten Hunde, Schweine, Hühner und die Pazifische Ratte als Nahrungstiere mit, die Europäer führten Ziegen, Kühe, Schafe und Pferde ein. Indigene Landtiere sind lediglich Insekten, Landkrebse, Schnecken und Eidechsen. Für den Menschen gefährliche Tiere gibt es auf Raiatea nicht. Unangenehm können Sandflöhe am Strand und die im Inselinnern überall präsenten Stechmücken werden.
Die Meeresfauna der Lagune und des Korallenriffes ist sehr artenreich. Neben Hunderten verschiedenartiger Korallenfische kann der Taucher und Schnorchler zahlreiche Weichtiere, Stachelhäuter und Krebstiere des tropischen Meeres beobachten. Die Gewässer um Raiatea und Tahaa sind bekannt für ihre artenreiche Population bunter Nacktschnecken. In den Riffs befinden sich Grotten und Höhlen, die vielen Meeresbewohnern Unterschlupf bieten. Unter Sporttauchern ist die zwischen Raiatea und Tahaa gelegene „Krakengrotte“ bekannt. Hinter dem Saumriff gibt es Haie, Rochen, Schwertfische und Meeresschildkröten.

## Geschichte

### Vorgeschichte
Die Besiedlung der Gesellschaftsinseln erfolgte nach neueren Erkenntnissen von Samoa und Tonga ausgehend um 200 v. Chr., etwa zeitgleich mit der Besiedlung der Marquesas. Zusammen mit den Marquesas bildeten sie das polynesische Kernland und damit das Sprungbrett zur Besiedlung von Hawaii, Neuseeland und Mangareva.
Von der Geografie Raiateas mit den von Felsgraten begrenzten, sich zum Meer hin öffnenden Tälern begünstigt, bildeten sich neun unabhängige Stammesfürstentümer heraus, die sich wiederum in einzelne Clans untergliederten. Dies führte zu einem streng stratifizierten Gesellschaftsmodell, die Gesellschaft war in mehrere getrennte soziale Ebenen gegliedert. An der Spitze standen die ariki oder ari’i, die adeligen Häuptlinge, deren Führungsanspruch durch ihre Abstammung auf die Gründerahnen legitimiert war. Sie waren Besitzer von Grund und Boden und unumstrittene politische und religiöse Oberhäupter.

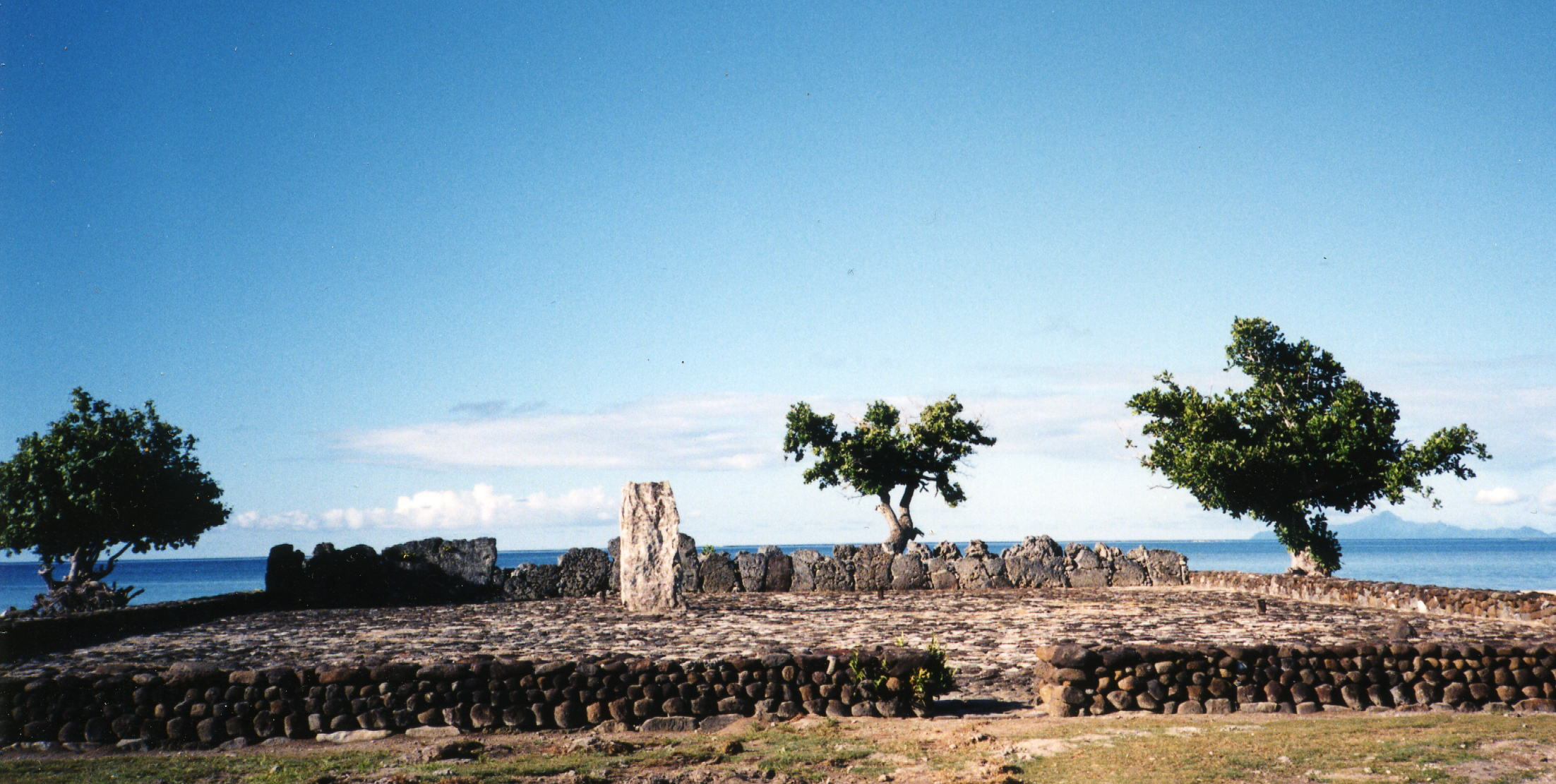
Marae Taputapuatea

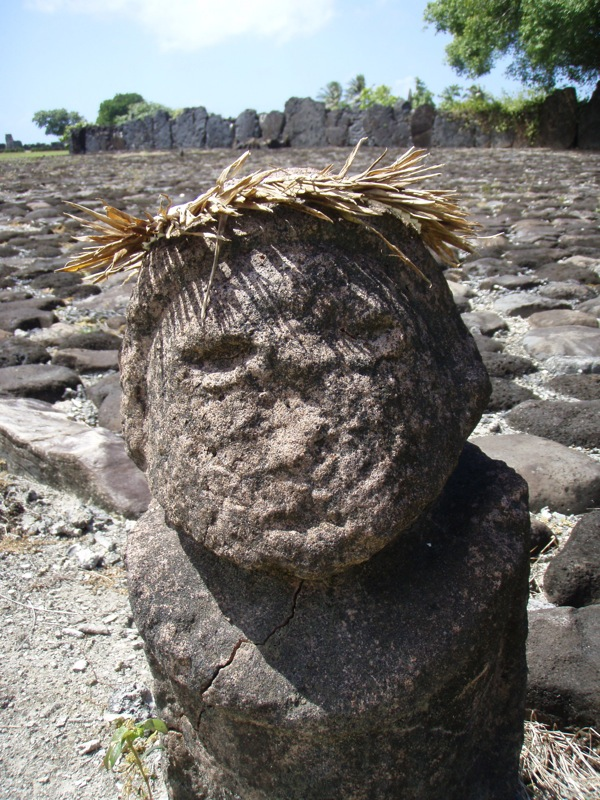
Steinfigur am Marae Taputapuatea

Raiatea wurde bald das geistige und religiöse Zentrum der Gesellschaftsinseln. Sehr anschaulich beschreibt das Jacques-Antoine Moerenhout:

„Die drei Inseln [Raiatea, Tahaa und Bora Bora] dominierten sogar Tahiti, das gilt insbesondere für Raiatea, das sich zum eigentlichen Sitz der polynesischen Theokratie entwickelte. Dort lebte der Großmeister der zwölf Logen der Arioi, von dort kamen die Orakel und Prophezeiungen, von denen in den Annalen berichtet wird, und auch die Tabus und religiösen Riten, die in allen Regionen Polynesiens Gültigkeit hatten.“

Die wichtigste religiöse Stätte Raiateas, ja der gesamten Gesellschaftsinseln, war der Marae Taputapuatea im Opoa-Tal an der Ostküste. Er war zunächst dem Kult von Ta’aroa (oder Tangaloa, Tangaroa), dem Gott des Meeres und der Fischerei, geweiht. Das Zeremoniell um Ta’aroa war sehr komplex und umfasste auch – zunächst nur wenige – Menschenopfer. Etwa ab dem 15. Jahrhundert nahm Oro, der Kriegsgott, die Stelle von Ta’aroa ein und forderte verstärkt Menschenopfer. Der Kult strahlte auf die benachbarten Inseln, insbesondere auf Tahiti aus. Dies verhinderte jedoch nicht ständige Kriegshandlungen der Stämme untereinander, die auch zur Beschaffung der Menschenopfer dienten und in zahlreichen, heute noch rezitierten Gesängen verherrlicht werden.
Das Opoa-Tal gilt als die Geburtsstätte von Oro, sodass die Bedeutung des Marae Taputapuatea mit dem Aufkommen des Geheimbundes der Arioi im 17. Jahrhundert noch zunahm.
Mit der Bedeutung von Taputapuatea wuchs auch der Einfluss der aus Opoa stammenden Tamatoa-Dynastie, die schließlich die anderen Stammesfürstentümer dominierte.
In einem blutigen Konflikt, von dem James Cook berichtet, überfiel Pouni (oder Puni), ein Ariki von Bora Bora, die Nachbarinseln Raiatea und Tahaa. Ihm gelang es, sich für einige Jahre zum Oberherrn zu erheben.

### Entdeckungsgeschichte
Für Europa entdeckt wurde Raiatea von James Cook am 20. Juli 1769 während seiner ersten Reise. Von Tahiti kommend fuhr er mit der Endeavour durch die den Polynesiern heilige Riffpassage Avamo'a, ankerte in der Bucht von Opoa und ging in der Nähe des Marae Taputapuatea an Land. Er hisste den Union Jack und nahm die Insel in einer kurzen Zeremonie für die britische Krone in Besitz.
Zur Erweiterung des spanischen Einflussbereiches befahl der spanische König Karl III. Expeditionen in den Südpazifik. Der Gouverneur von Chile und Vizekönig von Peru Manuel d’Amat i de Junyent (1704–1782) entsandte Domingo de Boenechea mit der Fregatte El Águila, der 1772 Raiatea erreichte. Er nannte die Insel Princess und nahm sie für Spanien in Besitz. Die Annexion hatte politisch jedoch keine Folgen.
Während das benachbarte Tahiti bereits Ende des 18. Jahrhunderts unter dem Einfluss europäischer Mächte stand und 1842 auch formell unter französisches Protektorat geriet, setzten die Clans Raiateas den Annexionsbestrebungen heftigen Widerstand entgegen. Es gelang jedoch den christlichen Missionaren, zunehmend Einfluss zu gewinnen, was zu Religionskriegen zwischen den Anhängern des traditionellen und des christlichen Glaubens führte.
Mit Unterstützung der Europäer konnte sich König Pomaré II. von Tahiti zum Souverän des gesamten Archipels erklären. Am 12. November 1815 wurden die Widersacher Pomarés, die Anhänger des alten Glaubens, in der Schlacht bei Feipi entscheidend geschlagen.:129 1828 wurde der Marae Taputapuatea zerstört. 1831 konnte die Sekte der Mamaia, Nachfolger der inzwischen verbotenen Arioi, noch einmal die Missionare von Raiatea vertreiben. 1832 unterlagen die Mamaia endgültig und wurden verbannt. Die Missionare kehrten zurück und Frankreich versuchte zunehmend Einfluss zu gewinnen.
Bereits 1842 hatte Konteradmiral Abel Aubert Dupetit-Thouars für Frankreich Anspruch auf die Gesellschaftsinseln erhoben. Frankreichs König Louis Philippe zögerte jedoch zunächst, die von Du Petit-Thouars angekündigte Annexion zu unterzeichnen, da er Interessenkonflikte mit Großbritannien, das ebenfalls Ansprüche erhob, befürchtete. Da Königin Pomaré IV. von Tahiti britenfreundlich und eher den protestantischen Missionaren verbunden war, ließ sie sich in dieser unklaren Situation 1844 nach Raiatea bringen und regierte bis 1847 von dort aus.:133–135
1880 verkündete Frankreich das vorläufige Protektorat über Raiatea und Tahaa. Nachdem Pomaré V. alle seine Rechte an Frankreich abgetreten hatte, wurden im März 1888 die Gesellschaftsinseln endgültig annektiert und zu einer Kolonie Frankreichs. Auf Raiatea kam es jedoch weiterhin zu Aufständen. 1888 verschanzte sich der Stammeshäuptling Teraupo im Avera-Tal an der Ostküste und widerstand der französischen Intervention. Erst 1897 geriet er in Gefangenschaft und wurde nach Neukaledonien verbannt. 190 seiner Gefolgsleute übersiedelte man mit ihren Familien zwangsweise nach Ua Huka.

## Politik und Verwaltung
Politisch gehört Raiatea heute zu Französisch-Polynesien. Die Insel ist Französisches Übersee-Territorium und damit mit der EU assoziiert. Sie wird durch eine Unterabteilung (Subdivision administrative des Îles Sous-le-Vent) des Hochkommissariats von Französisch-Polynesien (Haut-commissariat de la République en Polynésie française) mit Sitz in Papeete verwaltet.
Raiatea gliedert sich politisch in die drei eigenständigen Gemeinden Commune d’Uturoa, Commune Taputapuatea und Commune de Tumaraa.
| Gemeinde     | Einwohner | Teilgemeinden (Communes associées) |
| ------------ | --------- | ---------------------------------- |
| Uturoa       | 4174      | -                                  |
| Taputapuatea | 4837      | Avera, Opoa, Puohine               |
| Tumaraa      | 3821      | Tevaitoa, Tehurui, Vaiaau, Fetuna  |

Raiatea hat insgesamt 12.832 Einwohner, die Bevölkerungsdichte beträgt 66 Einwohner/km².
Amtssprache ist Französisch. Währung ist (noch) der an den Euro gebundene CFP-Franc. Der Verwaltungshaushalt der Gesellschaftsinseln wird wesentlich mit Mitteln aus Frankreich und der EU subventioniert.
Hauptort ist das Dorf Uturoa im Norden, gleichzeitig auch das Verwaltungs- und Wirtschaftszentrum.

## Infrastruktur und Verkehr
Die Dörfer erstrecken sich entlang des schmalen Küstenstreifens und sind mit einer 97 km langen, asphaltierten Ringstraße erschlossen. In das Inselinnere führen nur wenige unbefestigte Wege und Fußpfade. Auf der Ringstraße verkehrt ein öffentlicher Bus, Le Truck, ein zum Bus umfunktionierter LKW. Einen festen Fahrplan und Haltestellen gibt es nicht, der Bus hält, wann und wo es die Passagiere wünschen.
Am Nordrand der Insel liegt bei Uturoa der Flughafen Raiatea (Aéroport de Raiatea) mit seiner 1400 m langen, größtenteils im Meer aufgeschütteten Landebahn. Er ersetzt die 400 m lange unbefestigte Piste auf dem Motu Nao Nao im Süden.
Uturoa hat eine Kaianlage, an der auch große Kreuzfahrtschiffe anlegen können.
Der Ort verfügt über eine moderne Infrastruktur mit Gendarmeriestation, Arzt, Zahnarzt, einem kleinen Krankenhaus, Banken (mit Kontoautomat), Post (mit Telefon für internationale Verbindungen), Schulen und Supermarkt.

## Tourismus
Obwohl man auf der Insel mehrere Hotels bis hin zur Luxusklasse findet, ist Raiatea im Verhältnis zu Tahiti und Bora Bora beschaulicher und touristisch weniger entwickelt. Besonders attraktiv ist Raiatea für Hochseesegler. Es gibt mehrere Yacht-Charter-Unternehmen, oft wird die Insel als das Seglerzentrum Polynesiens bezeichnet. Bei Uturoa und in der Baie Faaroa im Westen befinden sich Yachthäfen mit einer guten Infrastruktur. Die Insel wird von Zeit zu Zeit von Kreuzfahrtschiffen angefahren.

## Sehenswürdigkeiten
Der etwas verschlafen wirkende Hauptort Uturoa bietet keine besonderen Sehenswürdigkeiten. Für die Kreuzfahrttouristen wurde vor einigen Jahren das Empfangsterminal am Hafen neu gestaltet, ein kleiner Park angelegt und der Vorplatz mit Natursteinen der Insel mehrfarbig gepflastert. Die besonders schönen Muster nach traditionell portugiesischer Machart haben Handwerker aus Portugal gelegt. Interessant ist der Botanische Garten von Uturoa mit vielen seltenen, exotischen Pflanzen.
Hauptsehenswürdigkeit von Raiatea ist zweifellos die Kultstätte Taputapuatea. Sie umfasst mehrere Kultplattformen (marae), die ursprünglich in einem heiligen, von Tabu umgebenen Hain verteilt waren. Mehrere der Anlagen sind restauriert. Die größte Plattform wurde im frühen 17. Jahrhundert aus gewaltigen, aufrecht stehenden Kalksteinplatten errichtet und ist dem Kriegsgott Oro geweiht.
Auf der Insel gibt noch weitere bedeutende Zeremonialstätten. Im Avera-Tal, nördlich von Opoa an der Ostküste, liegt eine weitere große Kultplattform. In der Nähe wurden bei archäologischen Grabungen Überreste von Wohnbauten und Werkstätten für Steinwerkzeuge entdeckt. Die Kultstätte Tainuu an der Nordwestküste ist ebenfalls gut erhalten. Neben den imposanten Platten aus Korallengestein, mit denen der Marae abgegrenzt war, sind hier auch Petroglyphen erhalten. Auf dem, den Polynesiern heiligen Gelände, errichteten die Missionare im 19. Jahrhundert eine Kirche.
Ein interessantes Ziel für Sporttaucher ist das Wrack der Nordby, eines um 1900 gesunkenen dänischen Dreimasters. Das sehr gut erhaltene Wrack liegt in etwa 20 m Tiefe unweit des Hotels Pearl Beach Resort an der Nordostküste.